# 二階堂瑞穂
二階堂 瑞穂（にかいどう みずほ）、1981年7月22日 - ）は、日本の女性モデルである。

## 人物
特技は日本舞踊やネイルアートで、ネイルアーティストでもある。ピーチに所属していた。

## 出演
総合格闘技　DREAM ラウンドガール
雑誌
- 25ansウエデイング ヘア&ビューティ

テレビドラマ
- 『黒い太陽』  （'07スペシャル版）